# Hypanthidioides lamasi
Hypanthidioides lamasi là một loài Hymenoptera trong họ Megachilidae. Loài này được Urban mô tả khoa học năm 2003.